# Petrokefáli
Petrokefáli, en grec moderne : Πετροκεφάλι, est un village du dème de Phaistos, en Crète, en Grèce. Selon le recensement de 2011, la population de Petrokefáli compte 790 habitants. Il est situé à une altitude de 60 m et à 59,3 km de Héraklion.